# 大营镇 (三门峡市)
大营镇，是中华人民共和国河南省三門峽市陕州区下辖的一个乡镇级行政单位。

## 行政区划
大营镇下辖以下地区：
大营村、城村、温塘村、辛店村、吕家崖村、官庄村、黄村、南曲沃村、五原村、兀家洼村、峪里村和寺古洼村。